# Demonetisierung in Indien 2016

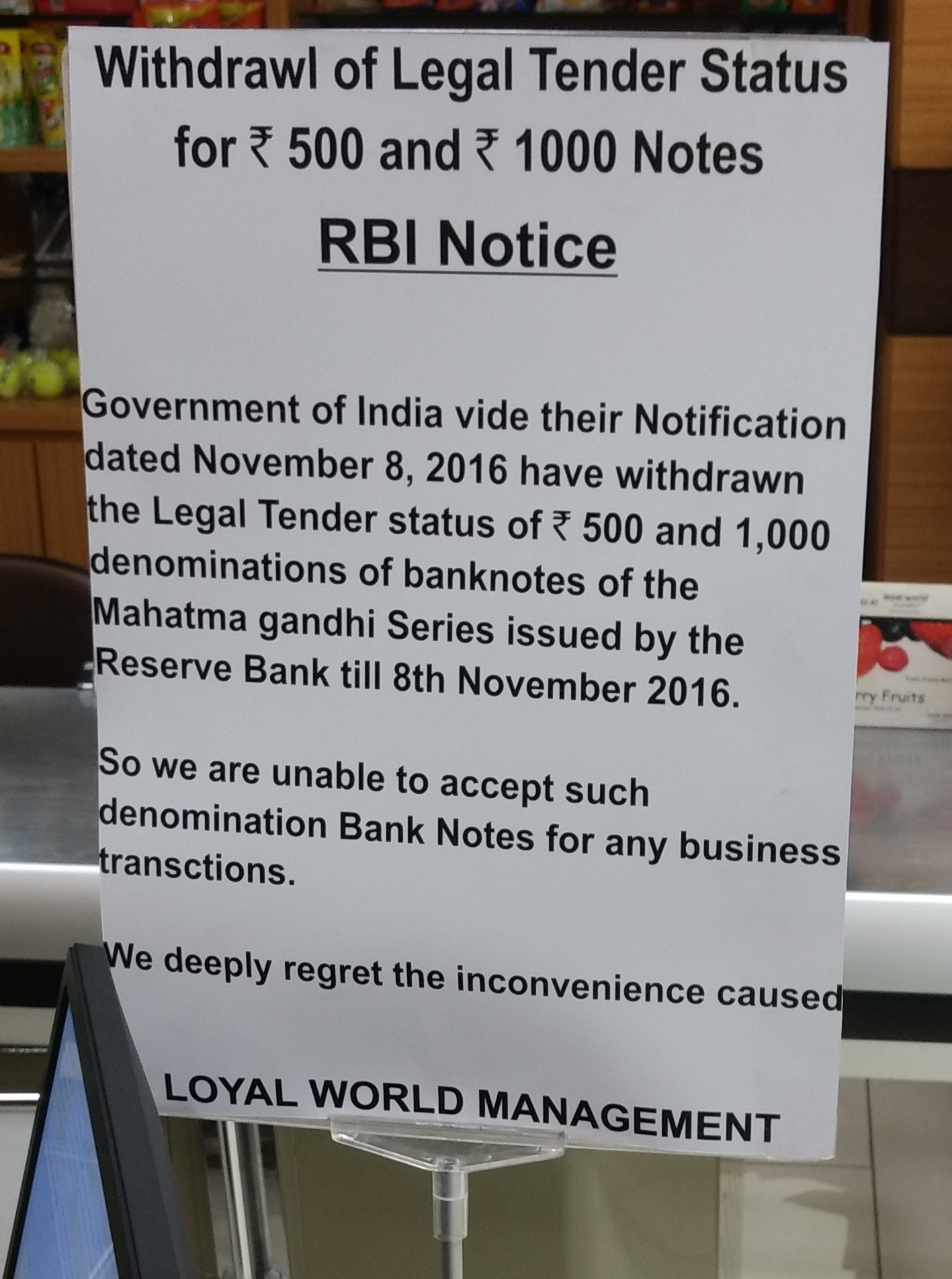
Ein Schild an einem Schalter mit dem Hinweis, dass keine 500- und 1000-Rupien-Banknoten mehr akzeptiert würden

Die Demonetisierung in Indien 2016 war ein drastischer Eingriff in die Geldwirtschaft in Indien, der erhebliche Turbulenzen in der gesamten indischen Wirtschaft auslöste. Am 8. November 2016 erklärte Indiens Premierminister Narendra Modi während einer Fernsehansprache, dass ab dem Folgetag alle 500- und 1000-Rupien (₹, INR)-Banknoten (im Gegenwert von damals 6,89 bzw. 13,77 Euro bzw. 7,30 und 14,60 SFr) nicht mehr als Zahlungsmittel gültig sein würden und bis Jahresende bei den Banken eingezahlt bzw. umgetauscht werden müssten. Die Erklärung Modis kam völlig überraschend ohne vorherige Ankündigung. Selbst der Großteil der Minister des Kabinetts hatte erst eine Stunde vor der Ansprache von der Maßnahme erfahren. Diese Geldentwertung betraf 22 Milliarden Banknoten im Gegenwert von etwa 12 Prozent des indischen Bruttoinlandproduktes und 86 Prozent der in Umlauf befindlichen Geldmenge. Als Begründung führte Modi an, dass der Kampf gegen Schwarzgeld, Korruption und Geldfälscher diesen Schritt notwendig mache. Um den Geldwäschern, Fälschern etc. keine Möglichkeit der Vorbereitung zu geben, sei die strenge Geheimhaltung und die abrupte Umsetzung der Maßnahme erforderlich gewesen.
Ob die Maßnahmen der indischen Volkswirtschaft längerfristig insgesamt mehr genützt oder geschadet haben, wird unter Wirtschaftsexperten bisher kontrovers diskutiert.

## Ablauf

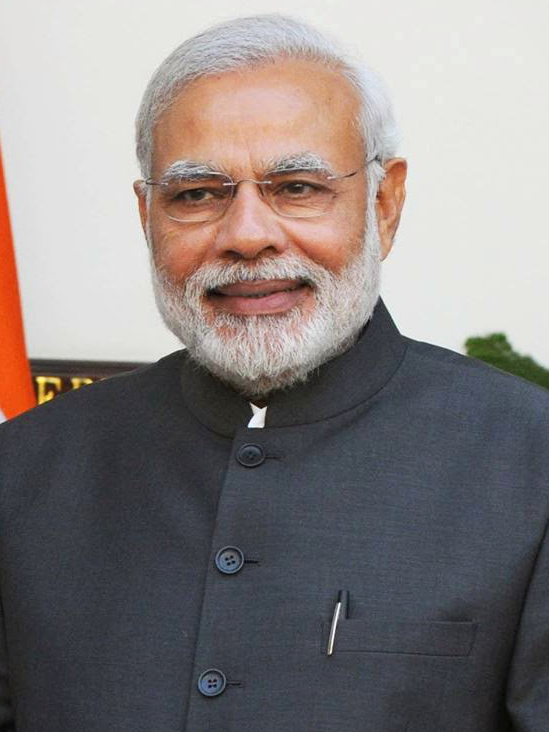
Premierminister Modi (2015)

Um 20:00 Uhr indischer Standardzeit strahlte der landesweite Fernsehsender NDTV eine Ansprache Premierministers Modis aus. In der Ansprache, die Modi auf Englisch hielt, strich Modi zunächst die wirtschaftspolitischen Erfolge seiner Regierung heraus. Indien sei eine der am schnellsten wachsenden Volkswirtschaften der Welt. Auf der anderen Seite nehme Indien aber auch einen der Spitzenplätze im globalen Ranking der Korruption ein. Die Korruption behindere die weitere Entwicklung Indiens und der internationale Terrorismus werde durch Geld aus der Schattenwirtschaft finanziert. Die Regierung habe sich seit längerem zum Ziel gesetzt, das Schwarzgeld zu bekämpfen und auch schon einige Erfolge erzielt. Nun habe sich die Regierung entschlossen, einen weiteren Schritt in diese Richtung zu unternehmen und einen Zwangsumtausch sämtlicher 500 und 1000 ₹-Banknoten durchzuführen. Dadurch sollte nicht deklariertes Schwarzgeld demaskiert oder entwertet werden.
Am Folgetag der Ansprache, dem 9. November 2016, blieben alle Banken geschlossen, um ihnen Zeit zu geben, die für den erwarteten Massenumtausch notwendigen Banknotenbestände aufzufüllen. An Flughäfen, Bahnhöfen, in Krankenhäusern, an Tankstellen sowie an Friedhöfen und Krematorien wurden die beiden Banknoten-Denominationen noch bis zum 11. November 2016 akzeptiert, danach jedoch nicht mehr. Bis zum 24. November 2016 war die direkt in Bargeld umtauschbare Geldmenge auf 4000 Rupien (55 Euro) pro Person und Tag limitiert. Für den Umtausch musste ein Personalausweis vorgelegt werden. Unmittelbar nach der Verkündung war die Geldmenge, die pro Tag bzw. pro Woche von einem Bankkonto abgehoben werden konnte, auf 10.000 Rupien (137,70 Euro) pro Tag bzw. 20.000 Rupien (275,40 Euro) pro Woche begrenzt. Diese Begrenzungen wurden in den folgenden Wochen gelockert. Für elektronische Banktransfers (Überweisungen, Kreditkartenbelastungen etc.) sowie für Einzahlungen auf Bankkonten bestand dagegen keinerlei Beschränkung.
Beim Umtausch ihrer als Zahlungsmittel ungültig gemachten Banknoten erhielten die Kunden neue Banknoten in den Denominationen 500 Rupien und 2000 Rupien. Die neuen Banknoten waren mit zusätzlichen Sicherheitsmerkmalen ausgestattet. Auch eine neue 1000-Rupien-Banknote wurde für die nahe Zukunft angekündigt. Die Zentralbank verkündete das Ziel, die im Umlauf befindliche Bargeldmenge verringern zu wollen.
Indischen Staatsbürgern, die glaubhaft machen konnten, dass sie sich in der Zeit zwischen dem 9. November und 30. Dezember 2016 im Ausland (mit Ausnahme der direkten Nachbarstaaten Pakistan, Bangladesch, Nepal und Bhutan) aufhielten, wurde eine Sonderfrist gesetzt. Sie erhielten die Möglichkeit, bei fünf Zweigstellen der Zentralbank in Mumbai, Neu-Delhi, Chennai, Kalkutta und Nagpur ihre Banknoten bis zum 31. März 2017 umzutauschen. Inder, die dauerhaft im Ausland lebten, konnten dies sogar bis zum 30. Juni 2017 tun.

## Unmittelbare Folgen

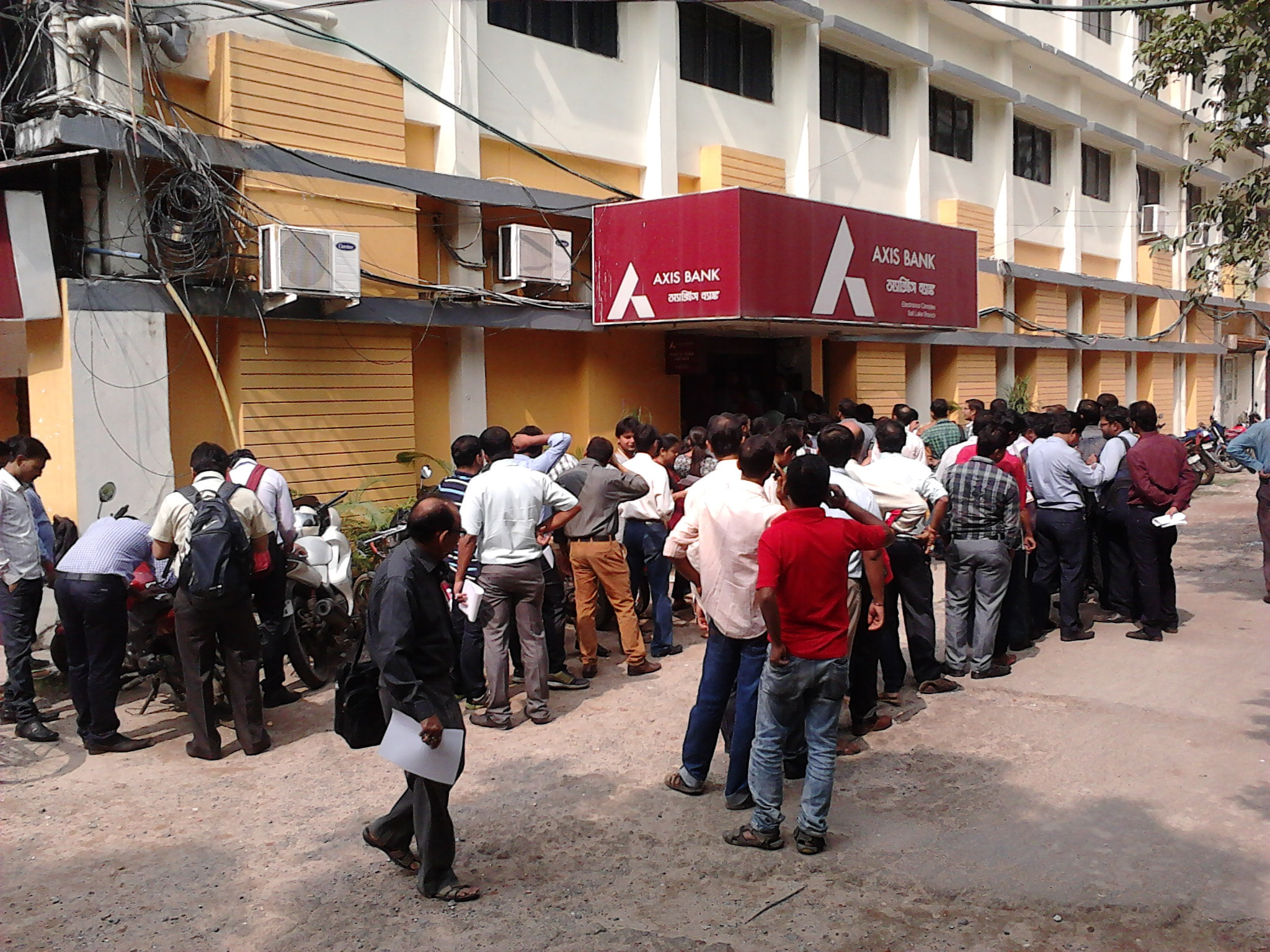
Lange Schlangen vor einer Bankfiliale in Kalkutta am 10. November 2016

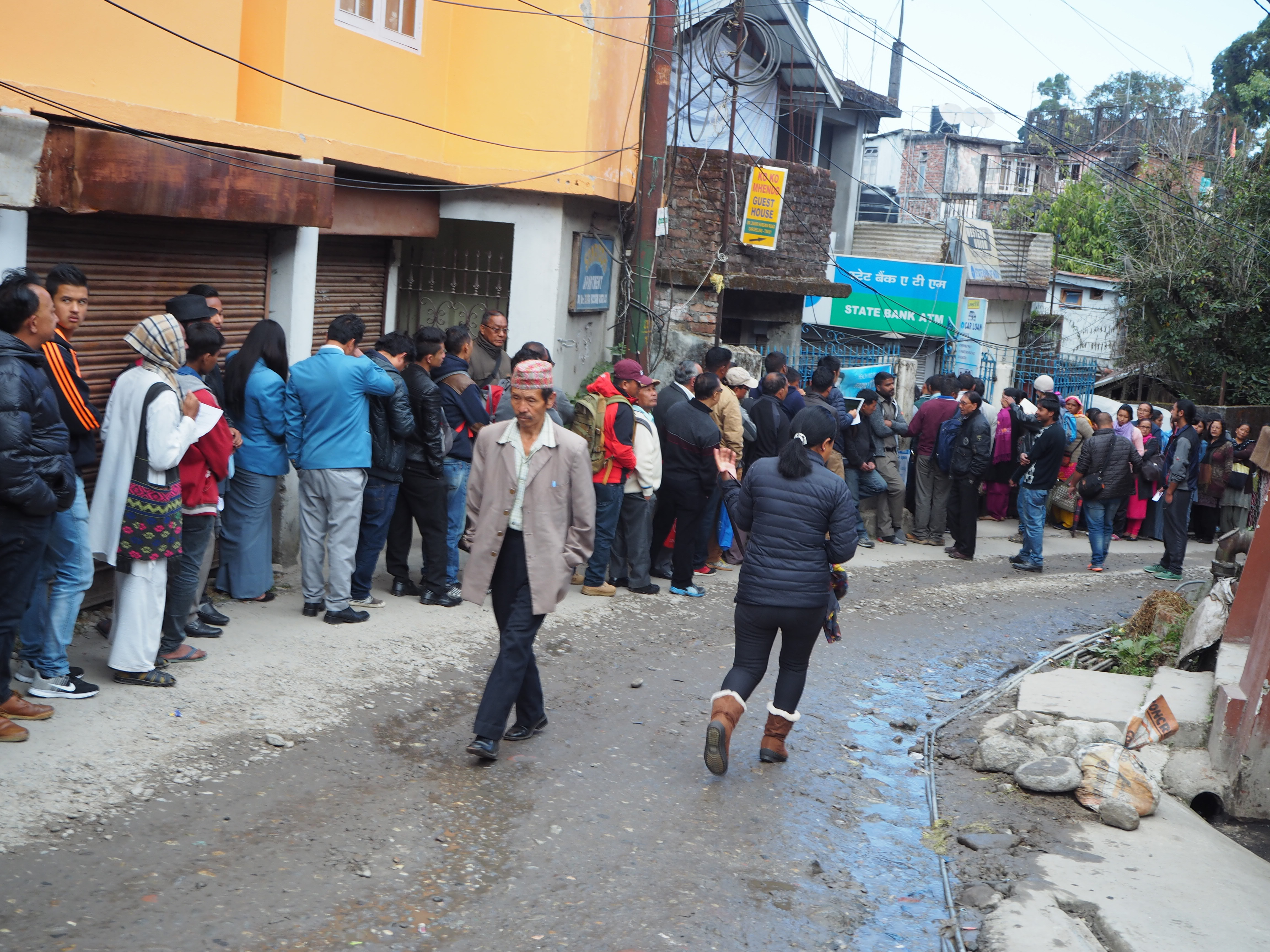
Schlange vor einem Bankautomaten in Darjeeling (Westbengalen) in den Tagen nach dem 8. November 2016

Die Auswirkungen der plötzlichen Geldentwertung auf das Alltagsleben waren drastisch. Bei Wiederöffnung der Banken am 10. November 2016 kam es zu chaotischen Szenen aufgrund des Massenandrangs von Personen, die ihre Bargeldbestände umtauschen oder einzahlen wollten. Vor allen Bankfilialen bildeten sich lange Schlangen. Da die Banken mit dem plötzlichen Massenansturm völlig überfordert waren, kam es zu tagelangen Wartezeiten. Insbesondere arme Personen waren darauf angewiesen, selbst vor den Bankschaltern anzustehen, während wohlhabende Inder häufig andere Personen für sich engagierten, die sich stellvertretend für sie in der Schlange einreihten. Etwas besser situierte Personen konnten auf Geldabhebungen aus Geldautomaten zurückgreifen. Die Verfügbarkeit von Bankfilialen und Geldautomaten ist insbesondere in ärmeren ländlichen Gegenden jedoch vergleichsweise dünn. Bis zum 18. November 2016, d. h. eine Woche nach der Ankündigung, kam es landesweit zu Dutzenden von Todesfällen von Personen, die zum Teil in diesen langen Warteschlangen aufgrund von Herzinfarkt u. ä. kollabiert waren. Die Hauptleid- und -lasttragenden der plötzlichen Geldentwertung waren die „kleinen Leute“, beispielsweise kleine Händler, die auf täglichen Bargeldverkehr angewiesen waren, um ihre Rechnungen zu bezahlen. Trotzdem war die Maßnahme der Regierung zumindest in ihrer Anfangsphase in der Bevölkerung erstaunlich populär und stieß auf relativ breite Zustimmung. Diese Popularität gründete sich auf die in der indischen Öffentlichkeit weit verbreitete Meinung, dass sich große Teile der wohlhabenden Oberschicht des Landes durch Korruption und Beziehungen ihren finanziellen Verpflichtungen in der Gesellschaft entzögen. In dem Gefühl, dass es dieser korrupten Elite nun an den Kragen ginge, war der einfache Mann bereit, die erheblichen Lasten mitzutragen. Erst später, als Zweifel aufkamen, ob die Maßnahmen den gewünschten Zweck erzielen würden, kam es vermehrt auch zu Protesten.
Unter dem Druck der Geldverknappung entwickelte sich eine rege bargeldlose Tauschwirtschaft und viele kleine Geschäfte wurden auf Kredit getätigt. Auch Münzgeld kam wieder vermehrt zum Einsatz, obwohl der höchste Münz-Nennwert der Rupie nur 15 Rupien beträgt (ein Gegenwert von etwas weniger als zwanzig Euro-Cent). Personen mit Internetzugang oder Kredit- und Girokarteninhaber verlegten ihren Zahlungsverkehr auf bargeldlose Online-Transaktionen.

## Ziele der Maßnahmen

Anteil des Bargelds am Bruttoinlandprodukt nach Daten der Weltbank (2015)

Die geldpolitische Maßnahme verfolgte im Wesentlichen die folgenden drei Ziele:
1. Die Eindämmung der Schattenwirtschaft. Erhebliche Anteile der indischen Wirtschaft finden außerhalb staatlicher Kontrollen und Regularien statt. Die Schätzungen, wie hoch der Anteil der Schattenwirtschaft an der gesamten wirtschaftlichen Wertschöpfung ist, fallen sehr unterschiedlich aus. Die Weltbank schätzte den Anteil der Schattenwirtschaft am indischen Bruttosozialprodukt in den Jahren 1999 bis 2006 auf durchschnittlich 21 % des Bruttoinlandsprodukts.[10] Personen in der Schattenwirtschaft zahlen keine direkten Steuern, profitieren aber von staatlich finanzierten Einrichtungen (beispielsweise Infrastruktur, öffentliche Ordnung etc.). Durch die plötzliche unangekündigte Geldentwertung sollten Besitzer großer unversteuerter Barvermögen entweder gezwungen werden, diese zu deklarieren und damit auch zu versteuern, oder diese (wenn sie z. B. krimineller Herkunft waren) ganz abzuschreiben. Nach geltendem indischen Gesetzen sind Personen, die mehr als 50.000 ₹ (knapp 700 €) in bar bei Banken auf ein Konto einzahlen, verpflichtet, ihre permanent account number (PAN), eine Einkommenssteuernummer, anzugeben. Auf diese Weise konnten Personen mit großen undeklarierten Vermögen – so das Kalkül – von den Steuerbehörden identifiziert und letztlich gezwungen werden, Steuern dafür zu entrichten.
2. Die Bekämpfung terroristischer Aktivitäten und der organisierten Kriminalität. Diese Aktivitäten finanzierten sich überwiegend über nicht deklariertes Schwarzgeld (oft in der Form von gefälschten Banknoten, die zum Teil aus Pakistan stammten[11]). Durch die Geldentwertung sollte diese Quelle „ausgetrocknet“ werden. Insbesondere maoistische Rebellen (Naxaliten) in den östlichen Bundesstaaten sollten dadurch getroffen werden.[12][13][14]
3. Ein drittes Ziel, das mit der Maßnahme verfolgt wurde, war die Beschleunigung des Übergangs der indischen Wirtschaft zur bargeldlosen, d. h. elektronischen Zahlungswirtschaft. Eine im Jahr 2014 veröffentlichte Studie der Fletcher School an der Tufts University schätzte den Anteil der Bargeld-Transaktionen an den gesamten Finanztransaktionen in Indien im Jahr 2012 auf 86,6 %.[15] Die meisten Transaktionen im Alltagsleben finden in Indien bisher in Form von Bargeld statt. Löhne und Gehälter werden meist bar ausbezahlt und Rechnungen bar beglichen. Kennzeichnend hierfür ist auch der verhältnismäßig hohe Anteil des Bargeldes am gesamten Bruttoinlandsprodukt Indiens (10–12 %), der in anderen Entwicklungs- und Schwellenländern deutlich niedriger liegt.[15] Der hohe Anteil der Bargeldwirtschaft in Indien wird von Wirtschaftsexperten allgemein als ein Wachstums- und Modernisierungshemmnis gesehen. Die indische Regierung hatte in den vorangegangenen Jahren mit verschiedenen Inzentiven versucht, die Masse der Bevölkerung dazu zu bewegen, eigene Bankkonten einzurichten und ihre Vermögen bei Banken einzuzahlen und nicht, wie traditionell üblich, in Form von Bargeld und verschiedenen Wertgegenständen außerhalb der Banken zu horten. Dazu hatte die Regierung am 28. August 2014 das Pradhan Mantri Jan Dhan Yojana (प्रधानमंत्री जन धन योजना)-Programm („Volks-Geld-Schema des Premierministers“) aufgelegt, mit dem die Eröffnung von Bankkonten auch durch sehr arme Personen staatlich gefördert und staatliche Garantien für kleinere Einlagen gegeben wurden.[16] Viele Millionen neue Konten wurden im Rahmen des Programms eröffnet. Analysen zeigten jedoch, dass viele dieser Konten entweder gar keine Einlagen enthielten, oder nur den Symbolwert von einer Rupie.[17] und damit offensichtlich von ihren Besitzern nicht genutzt wurden.

## Mittelfristige gesamtwirtschaftliche Folgen
Das Wirtschaftswachstum Indiens in den beiden ersten Quartalen 2017 lag bei 6,1 % und 5,7 % – letzteres der niedrigste Quartalswert seit 3 Jahren –, und damit deutlich unter den ursprünglichen Erwartungen. Dies wurde zumindest zum Teil auf die Turbulenzen der Banknoten-Entwertung mit der damit einhergehenden Verknappung der Geldmenge zurückgeführt (ein anderer Faktor waren Unsicherheiten angesichts der anstehenden Mehrwertsteuereinführung).
Nach verschiedenen Schätzungen führte die Demonetisierung zwischen Januar und April 2017 zum Verlust von etwa 1,5 Millionen Arbeitsplätzen.
Vor allem aufgrund der gestiegenen Kosten durch den Druck neuer Banknoten führte die Indische Zentralbank im laufenden Fiskaljahr nur noch 307 Milliarden Rupien (4,8 Milliarden US$) an die indische Regierung ab – 53 Prozent weniger als im Vorjahr.

## Kritik und Beurteilung
Ein Hauptkritikpunkt war die vermeintlich schlechte Vorbereitung der gesamten Aktion. Mit der Demonetisierung wurden 22 Milliarden Banknoten aus dem Verkehr gezogen. Die Gelddruckereien Indiens verfügten über die Kapazität, monatlich 3 Milliarden Banknoten zu drucken. Der Druck von 22 Milliarden Banknoten hätte also theoretisch mehr als 7 Monate in Anspruch genommen. Die Indische Zentralbank (Reserve Bank of India) hatte schon vor längerer Zeit mit dem Druck von neuen Banknoten begonnen. Es wurde jedoch vermutet, dass die neu gedruckten Banknotenmengen keinesfalls der Menge der aus dem Verkehr zu ziehenden entsprechen könne.
Grundsätzlich wurde von Kritikern zwar die Notwendigkeit einer Bekämpfung der Schattenwirtschaft und Korruption eingeräumt. Die konkret ergriffene Maßnahme der Geldentwertung sei hierfür jedoch nicht optimal geeignet, da die indische Wirtschaft immer noch sehr stark auf direktem Bargeldverkehr beruhe. Durch die Geldentwertung würden kleine Geschäftsleute und Händler unverhältnismäßig stark getroffen. Sie hätten nicht die Möglichkeit, alle ihre Geschäfte plötzlich auf bargeldlosen Verkehr umzustellen.
Die in Opposition zur Modi-Regierung stehenden Parteien versuchten aus der Situation politisches Kapital zu schlagen. Die Kongresspartei und die Linksparteien (Kommunisten, Linkssozialisten) kritisierten kurz nach Verkündigung der Geldentwertung die großen Belastungen, die den kleinen Leuten aufgebürdet worden waren, während Trinamool Congress, Bahujan Samaj Party und Samajwadi Party sogar eine vollständige Rücknahme der Maßnahmen forderten. Letztlich ging das Kalkül der Opposition, den Unmut der Massen anzuheizen und in Stimmengewinne bei anstehenden Wahlen umzumünzen, nicht auf. Die wichtige Parlamentswahl im bevölkerungsreichsten Bundesstaat Uttar Pradesh im Februar/März 2017 wurde von Modis BJP geradezu triumphal gewonnen, wobei hier auch andere politische Fragen eine Rolle spielten.
Analysten waren sich weitgehend einig, dass ein Hauptziel der Demonetisierung, nämlich das Aus-dem-Verkehr-Ziehen gehorteten Schwarzgeldes, nicht erreicht worden war. Die indische Zentralbank schätzte in ihrem am 30. August 2017 veröffentlichten Jahresbericht, dass etwa 99 Prozent der entwerteten Banknoten bei den Banken eingezahlt oder umgetauscht worden waren und sich zum größten Teil wieder in der Zirkulation befanden. Dies war ein weit höherer Prozentsatz, als ursprünglich von der indischen Regierung erwartet. Zuvor hatte es Presseberichte gegeben, dass es komplexe Geldwäsche-Netzwerke gegeben habe, um die alten Banknoten umtauschen zu können. Diese seien zum Teil mit einem Discount an Händler verkauft worden, die sie anschließend weiterverkauften, bis sie durch Quasi-Endabnehmer in kleinen Summen bei den Banken eingezahlt wurden. Löhne seien in großer Menge an Angestellte im Voraus bezahlt worden. Auch gab es Berichte, dass große Mengen als Geld (mehr als eine Billion Rupien) eingezahlt worden seien, ohne dass dabei die erwähnte PAN-Steuernummer angegeben wurde.

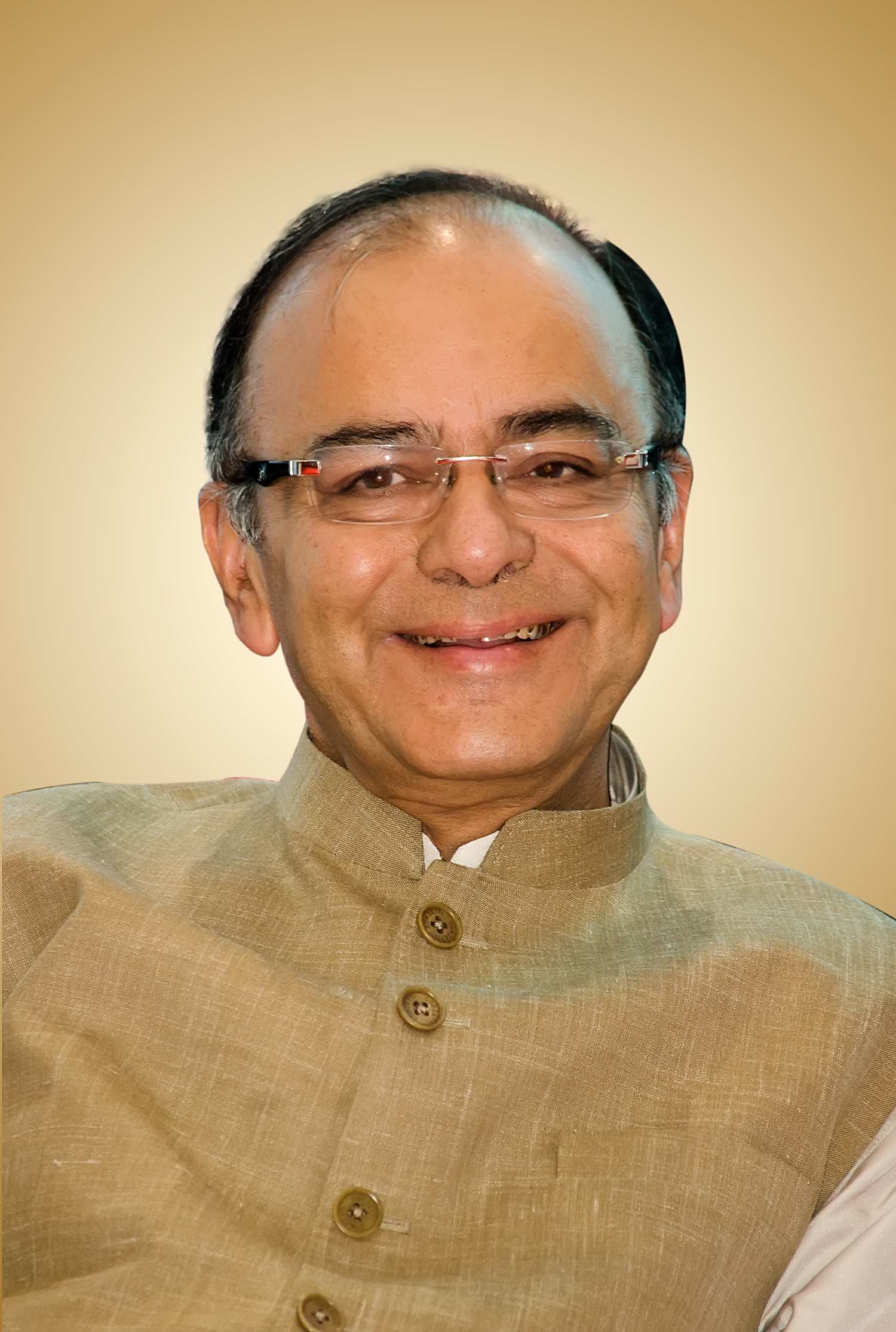
Finanzminister Arun Jaitey

Der ehemalige indische Finanzminister und Oppositionspolitiker P. Chidambaram urteilte in einem Tweet, dass das Hauptziel, Personen mit Schwarzgeld zu zwingen, dieses abzuschreiben, „jämmerlich verfehlt worden“ sei. Chidambaram stellte die rhetorische Frage, ob die Demonetisierung nicht vielmehr dabei geholfen habe, Schwarzgeld weißzuwaschen.
Auf einer Pressekonferenz am 31. August 2017, einen Tag nach Veröffentlichung des Jahresberichts der Reserve Bank of India räumte Finanzminister Arun Jaitley ein, dass ein Teil des Schwarzgeldes den legalen Weg in die Banken gefunden habe. Insgesamt sei die Demonetisierung aber ein Erfolg gewesen. Die Geldmenge sei reduziert worden, die Bargeld-Transaktionen hätten nach Information der Zentralbank um 17 % abgenommen, die Digitalisierung des Zahlungsverkehrs sei vorangekommen und ein Schritt zur Integration der informellen Wirtschaft in die formelle Wirtschaft sei getan worden. Jaitley erklärte außerdem, dass das Finanzministerium Schritte unternommen habe, um bei den Banken deponiertes mutmaßliches Schwarzgeld zu identifizieren. Am 31. Januar 2017 wurde die Operation Clean Money gestartet, mit der 1,8 Millionen Bankkonten, die prima facie nicht mit der Steuererklärung ihre Inhaber in Übereinstimmung standen, überprüft werden sollten. Mehr als 300.000 registrierte Firmen, so Jaitley, seien unter Überprüfung und 33.000 Strohfirmen zur Geldwäsche seien bereits identifiziert. Im Zeitraum zwischen dem 9. November und dem 31. Dezember 2016 wurden auf 148.000 Bankkonten jeweils mehr als 120.000 US$ eingezahlt, wobei sich die durchschnittliche eingezahlte Summe auf nahezu 500.000 US$ summierte.
Zum Ziel der Terrorismusbekämpfung meinte Jaitley, dass die Lage in Kashmir und in Chhattisgarh zeige, dass den Terroristen und Maoisten durch die Maßnahme der Geldhahn zugedreht worden sei.

## Bewertung durch Wirtschaftsexperten
Angesichts der hohen volkswirtschaftlichen Kosten und des bisher scheinbar weitgehend verfehlten Ziels der Demaskierung des Schwarzgeldes bewerteten einige Wirtschaftsexperten die ganze Aktion als „grandiosen Fehlschlag“.
Am 22. September 2017 meldete sich auch Ex-Premierminister und Oppositionspolitiker Manmohan Singh zu Wort, der als Wirtschaftsminister Anfang der 1990er Jahre wesentlich die grundlegenden Reformen zur Deregulierung der indischen Wirtschaft vorangetrieben hatte. Singh nannte die Demonetisierung ein „unnötiges Abenteuer“. Wenn einer Wirtschaft 86 % des Bargeldes entzogen würden, sei ein Misserfolg abzusehen.
Andere Ökonomen urteilten zurückhaltender. Beispielhaft meinte ein Finanzanalyst der niederländischen Rabobank, dass es zu früh für ein Urteil sei, ob die ganze Aktion nützlich gewesen sei.
In einem Bericht der Weltbank vom April 2017 wurde ein deutlich positiveres Urteil gefällt. Der Kampf gegen die Schattenwirtschaft sei typischerweise immer ein längerdauernder Prozess. Positiv sei vor allem die schnellere Digitalisierung, die durch die Demonetisierung wahrscheinlich deutlich beschleunigt worden sei. Längerfristig sei damit der Übergang von einer Bargeldwirtschaft zu einer elektronischen Geldwirtschaft deutlich gefördert worden.